# Applied and Environmental Microbiology
Applied and Environmental Microbiology là một tập san khoa học dạng bình duyệt, phát hành 2 tuần một kỳ do Hội Vi sinh vật học Hoa Kỳ xuất bản. Nó được phát hành kỳ đầu vào năm 1953 dưới tên gọi Applied Microbiology và đến năm 1975 đổi tên thành giống như hiện nay. Người đọc có thể tải miễn phí dác bài báo được đăng từ hơn 6 tháng về trước, nhưng các bài báo mới hơn sẽ phải trả phí. Theo Journal Citation Reports, tạp chí Applied and Environmental Microbiology có chỉ số ảnh hưởng (impact factor) là 3,952 vào năm 2013. Đây là một trong 100 tạp chí hàng đầu về lĩnh vực y học và sinh học trong vòng 100 năm qua. Tổng biên tập của tạp chí hiện nay là Harold L. Drake (Đại học Bayreuth).
Nội dung tạp chí bao quát các lĩnh vực như: vi sinh vật học ứng dụng (bao gồm kỹ thuật di truyền, công nghệ protein, trị liệu sinh học, vi sinh vật thực phẩm), sinh thái vi sinh vật (bao gồm vi sinh vật di truyền, vi sinh vật môi trường, organismic) và vi sinh vật học đa ngành (vi sinh vật của động vật không xương sống, vi sinh vật thực vật, vi sinh vật môi trường nước, vi sinh vật địa chất).